# Джон Еліот Гардінер
Сер Джон Еліот Гардінер (англ. Sir John Eliot Gardiner, CBE; нар. 20 квітня 1943, Фонтмелл Магна, Дорсет, Англія) — англійський диригент; інтерпретатор музики бароко, що виконується на інструментах епохи; один з провідних диригентів руху автентичного виконавства в Англії.

## Кар'єра
Закінчив Кінгз-коледж в Кембриджі, вивчав історію та арабську мову. Навчався у Наді Буланже в Парижі. Заснував хор Монтеверді (1966), оркестр Монтеверді (1968), ансамбль «Англійські барокові солісти» (1978), Революційно-романтичний оркестр (1990).

### Репертуар і співробітництво

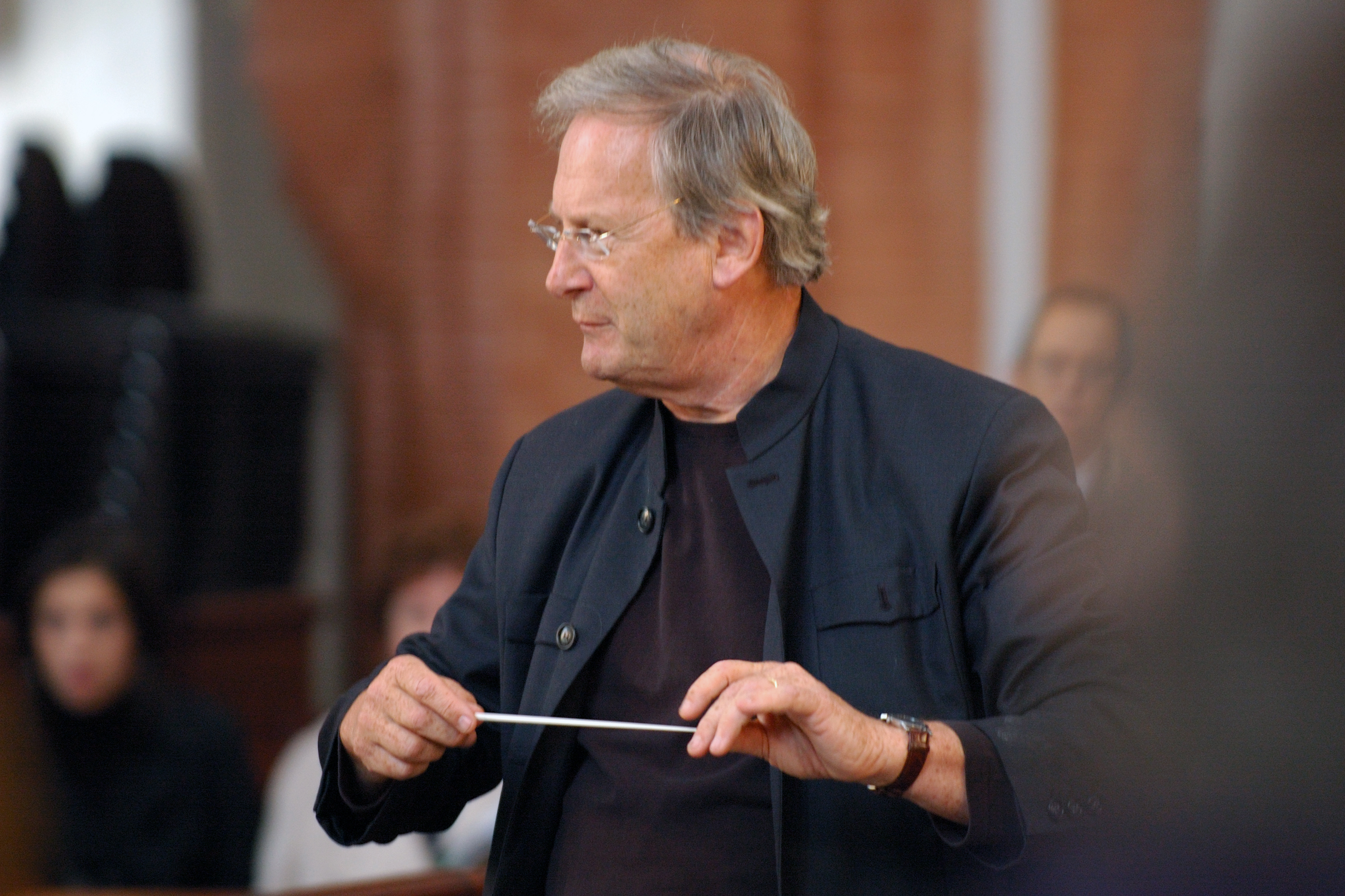
Сер Гардінер у Вроцлаві, 2007 рік

Репертуар Джона Гардінера не обмежується епохою бароко, він включає також Монтеверді і Бріттена. Гардінер працював з багатьма великими оркестрами — очолював Ванкуверський оркестр CBC (1980—1983), Ліонську оперу (1983—1988) і Симфонічний оркестр Північнонімецького радіо (1991—1994), диригував оркестром «Філармонія», Бостонським симфонічним оркестром, Королівським оркестром Концертгебау, Віденським філармонічним оркестром.
Серед здійснених записів — твори Йоганна Себастьяна Баха (Різдвяна ораторія, кантати, Пристрасті,  Магніфікат, Меса h-moll), Гектора Берліоза (Урочиста меса, Фантастична симфонія), Людвіга ван Бетховена (всі симфонії, концерти, обидві меси), Йоганнеса Брамса (Німецький реквієм, всі симфонії), Бенджаміна Бріттена (Військовий реквієм), Дітріха Букстехуде (кантати), Лілі Буланже (вокально-симфонічні твори), Йозефа Гайдна (ораторії, меси), Георга Фрідріха Генделя (ораторії, Concerti grossi), Крістофа Віллібальда Глюка (опери, Дон Жуан), Фелікса Мендельсона (симфонії), Клаудіо Монтеверді (Орфей, Коронація Поппеи, Вечірня Діви Марії), Вольфганга Амадея Моцарта (опери, симфонії, концерти, духовна музика), Генрі Перселла (опери, урочисті твори на випадок), Джоаккіно Россіні (Граф Орі), Густава Холста (Планети), Ігоря Стравінського (Пригоди гульвіси, Симфонія псалмів), Габріеля Форе (Реквієм), Роберта Шумана (всі симфонії),  Едварда Елгара (в тому числі Енігма).

### Визнання та нагороди
Почесний доктор Ліонського університету (1987), командор Ордену Мистецтв та літератури (1988), командор Ордену Британської імперії (1990). Премія артисту року фірми Грамофон (1994), премія диригенту року фірми Ехо-класик (1995), премія  Дітріха Букстехуде (1995), премія «Греммі» (1994, 1999), премія Роберта Шумана (2001). Отримав лицарське звання (1998).